# دیکسی، شهرستان بیکر، اورگن
دیکسی (به انگلیسی: Dixie) یک منطقهٔ مسکونی در ایالات متحده آمریکا است که در اورگن واقع شده‌است. دیکسی ۷۲۵٫۱۳ متر بالاتر از سطح دریا واقع شده‌است.